# Standard di sicurezza informatica
Gli standard di sicurezza informatica sono metodologie che permettono alle organizzazioni di attuare tecniche di sicurezza finalizzate a minimizzare la quantità e la pericolosità delle minacce alla sicurezza informatica. Le guide contenute nei documenti che descrivono questi standard offrono indicazioni generali e misure tecniche di dettaglio, che, se bene applicate, possono contribuire a mettere in opera un sistema di sicurezza informatica efficace. Nel caso di certi standard è possibile ottenere anche una certificazione da apposite istituzioni abilitate a rilasciarla. Tra i vantaggi derivanti dal possesso di una certificazione si può ricordare la maggiore facilità nell'ottenimento di una assicurazione sulla sicurezza informatica.

## Storia
Gli standard di sicurezza informatica sono una recente invenzione perché oggi informazioni sensibili sono spesso memorizzate su computer che sono collegati a Internet. Inoltre molte attività che prima erano condotte manualmente oggi sono svolte dai computer e perciò c'è maggiore bisogno di affidabilità e sicurezza dei sistemi informatici. La sicurezza informatica è importante anche per gli individui che devono proteggersi dal cosiddetto furto di identità. Le aziende hanno bisogno di sicurezza perché devono proteggere i loro segreti industriali e le informazioni sui dati personali dei clienti. Il governo inoltre ha la necessità di assicurare le sue informazioni. Questo crea particolari critiche poiché alcuni atti di terrorismo sono organizzati e facilitati usando Internet. 
Uno degli standard di sicurezza più ampiamente usati oggi è l'ISO 27002. Questo standard deriva dallo standard BS 7799-1, pubblicato nel 1995 dal BSI (British Standards Institution) ed ora ritirato. Al BS 7799-1 si affiancava il BS 7799-2, ora a sua volta sostituito dall'ISO 27001. Quest'ultimo è la base per la certificazione, mentre l'ISO 27002 può essere inteso come un manuale pratico (Security Code of Practice), in quanto è privo di valore normativo. È quindi una delle svariate metodologie adottabili per soddisfare i requisiti della norma ISO 27001, anche se sicuramente quella più naturalmente compatibile.
Negli Stati Uniti il National Institute of Standards and Technology (NIST) ha pubblicato diversi documenti speciali per la sicurezza del cyberspazio. In particolare tre di questi: l'800-12 ("Computer Security Handbook"), l'800-14 ("Generally Accepted Principals and Practices for Securing Information Technology") e la 800-26 ("Security Self-Assessment Guide for Information Technology Systems").

## ISO 27001
Lo Standard ISO 27001 è una norma internazionale che fornisce i requisiti di un Sistema di Gestione della Sicurezza nelle tecnologie dell'informazione (Information Security Management System - ISMS).
Lo standard è stato creato e pubblicato nell'ottobre 2005 a fini certificativi, in modo da costituire, assieme alla sua linea guida ISO/IEC 17799:2005, un sistema completo per garantire la gestione della sicurezza nella tecnologia dell'informazione: con la sua pubblicazione sostituisce la norma inglese BS 7799 - Information Security Management System ISMS, che era stata la principale norma di riferimento per l'applicazione di un Sistema di Gestione per la sicurezza delle informazioni.

## ISO 27002
Lo standard ISO 27002 stabilisce che la sicurezza dell'informazione è caratterizzata da integrità, riservatezza e disponibilità. È stato emesso nel 2007, al termine di un lungo percorso di evoluzione iniziato con lo standard britannico BS7799 nel 1995, anche attraverso l'ISO/IEC 17799, ritirato in concomitanza con l'emissione del nuovo documento, meglio armonizzato con la serie ISO/IEC 27000 di standard sulla sicurezza delle informazioni.
Il documento è organizzato in 10 aree di controllo, ogni sezione è dedicata ad una parte specifica:
1. politiche di sicurezza (Security Policy):
2. sicurezza organizzativa (Security Organization):
3. controllo e classificazione dei beni (Asset Classification and Control):
4. sicurezza del personale (Personnel Security):
5. sicurezza fisica e ambientale (Physical and Environmental Security):
6. gestione di comunicazioni e operazioni (Communications and Operations Management):
7. controllo di accesso (Access Control):
8. sviluppo e manutenzione di sistemi (System Development and Maintenance):
9. gestione continuità operativa (Business Continuity Management):
10. adeguatezza (Compliance)

## serie ISO 27000
Data l'importanza del tema e la velocità di evoluzione del panorama informatico, ISO ha promosso lo sviluppo di un sistema articolato di norme, al pari della serie 9000 e 14000, che prendesse atto delle molteplici sfaccettature e sfide che si presentano nella gestione della sicurezza informatica. La famiglia di norme SGSI è costituita da norme interdipendenti tra loro (pubblicati o in fase di sviluppo) e include una serie di linee guida. La famiglia viene suddivisa in 4 macroaree: 
1. norme che descrivono una panoramica e la terminologia, ISO/IEC 27000
2. norme che specificano i requisiti, tra cui la ISO/IEC 27001,
3. norme che descrivono le linee guida generali, tra cui la ISO/IEC 27002
4. norme che descrivono le linee guida negli specifici ambiti/settori

A queste si aggiungono una serie di norme che riguardano altri temi specifici, tra cui la sicurezza di rete, la gestione dati dei fornitori, la protezione di dati sanitari.

## Standard of good practice
Nel 1998, l'Information Security Forum (ISF) ha elaborato una lista completa delle migliori pratiche per la sicurezza delle informazioni. Queste sono state raccolte nel cosiddetto Standard of Good Practice (SoGP). Il ISF offre inoltre una valutazione per identificare gli ambienti del segno di riferimento e la conformità di misura al SoGP.
Il SoGP è un ciclo biennale di revisione durante il quale le sezioni attuali sono modificate e le nuove sezioni sono aggiunte in accordo coi membri dell'ISF, nella ricerca di pratiche migliori. Originalmente il SoGP era un documento riservato e disponibile soltanto ai membri dell'ISF, ma lo stesso ISF ha, da allora, messo a disposizione il documento completo alla pubblica utilità senza nessun costo.

## NERC
Il North America Electric Reliability Council (NERC) ha creato molti standard. Quello maggiormente riconosciuto è il NERC 1300 che è una modifica/aggiornamento del NERC 1200. La versione più recente del NERC 1300 viene chiamata CIP-002-1 dal CIP-009-1 (dove CIP significa Critical Infrastructure Protection). Questi standard sono utilizzato per rendere sicuri dei sistemi elettrici molto grandi sebbene il NERC abbia creato standard anche in altre aree. Gli standard per i sistemi elettrici forniscono anche sicurezza nell'amministrazione di rete nonostante supportino ancora i processi industriali.
Il North America Electric Reliability Council ha creato molti standard. Il più conosciuto è NERC 1300 che è una modifica di NERC 1200. La più rencete versione di NERC 1300 è definita CIP-002/CIP-009. Questi standard sono usati per mettere in sicurezza grandi sistemi elettrici anche se il NERC ha creato standard in altre aree. Lo standard per i grandi sistemi elettrici tratta anche la sicurezza di rete informatica e supporta i processi di tipo best practice industriali.

## NIST
1. La pubblicazione speciale 800-12 fornisce un'ampia panoramica sulla sicurezza informatica e le aree di controllo. Inoltre, pone l'accento sull'importanza dei controlli di sicurezza e sul modo di implementarli. Inizialmente questo documento era indirizzato al governo federale, sebbene molte pratiche contenute in questo documento possano essere applicate anche nel settore privato. Nello specifico, era stato scritto per i responsabili, all'interno del governo federale, della gestione di sistemi sensibili. [2]
2. La pubblicazione speciale 800-14 descrive i comuni principi di sicurezza utilizzati. Fornisce una descrizione di alto livello di ciò che dovrebbe essere implementato all'interno di una politica di sicurezza informatica. Descrive cosa può essere fatto per migliorare la sicurezza già esistente e come sviluppare nuove pratiche di sicurezza. In questo documento sono descritti otto principi e quattordici pratiche. [3]
3. La pubblicazione speciale 800-26 fornisce dei consigli sulla gestione della sicurezza informatica. Questo documento pone enfasi sull'importanza dell'auto valutazione e sulla valutazione dei rischi. [4]

## BSI IT Baseline Protection Manual
Il Manuale per la protezione di base IT (in inglese IT Baseline Protection Manual, in tedesco IT-Grundschutzhandbuch) dell'istituto federale Ufficio Federale per la sicurezza informatica della Repubblica tedesca permette di dare attuazione a una pianificazione della sicurezza IT in modo semplice ed economico. 

## ISO 15408
Questo standard è stato sviluppato come test di verifica comune, viene definito in inglese Common Criteria. Dovrebbe permettere a molte e differenti applicazioni software di essere integrate e testate in modo sicuro. Questo standard non fornisce una lista di requisiti di sicurezza o funzionalità che il sistema deve possedere. Al contrario descrive solo un quadro concettuale al cui interno gli utenti di un sistema informatico possono specificare i loro requisiti di sicurezza, i produttori possono implementare e pubblicizzare le caratteristiche dei loro sistemi e i laboratori di test possono valutare i sistemi per determinare se effettivamente soddisfano i requisiti dichiarati. In altri termini i Common Criteria assicurano che il processo di specificazione, implementazione e valutazione di un sistema rispetto alla sicurezza informatica venga condotto in una maniera rigorosa e standardizzata. La valutazione di sicurezza viene svolta in accordo a un livello di garanzia della valutazione, variabile da 1 a 7, che è stato definito in precedenza, tipicamente nella fase di analisi del rischio informatico, svolta con opportuna metodologia (ad es. IT Baseline Protection Manual).